# 高広伯彦
高広 伯彦（たかひろ のりひこ、1970年5月31日 - ）は日本のマーケティングコンサルタント、コミュニケーションプランナー。別表記Nori Takahiro。大阪府生まれ。同志社大学大学院文学研究科でメディア理論、文化社会学を専攻し社会学修士。2016年から京都大学経営管理大学院博士課程に在籍。
富田英典、松田美佐らと共著の『ポケベル・ケータイ主義！』（1997年）で第13回電気通信普及財団賞（テレコム社会科学賞）奨励賞を受賞。博報堂DYメディアパートナーズ所属当時、日産自動車の広告で第2回東京インタラクティブ・アド・アワードインテグレーテッドキャンペーン部門金賞（2004年）をプロデューサーとして受賞。電通所属当時の2006年、中央酪農会議の広告「牛乳に相談だ。」のスタッフとしてコミュニケーション・デザインを担当。Googleを経て2009年にスケダチを創業。
2012年8月から2年、代理店「株式会社マーケティングエンジン」を共同創業。後に代表取締役社長として同社の経営にあたるが退任。
販促会議賞審査員、インターネット広告推進協議会ネイティブアド研究会主査等歴任。

## JIAA『ネイティブ広告ハンドブック2017』の難解性をめぐる議論
2016年11月、高広が関わった「ネイティブ広告ハンドブック2017」が、広告業界やWebマーケティング業界から「分かりにくい」と声が上がった。それに対して「これが難解と言われてしまうとね。。。」 のような見下した発言をしたことから、ライターのヨッピーを交えて炎上。同月に谷口マサトの仲介で両者は和解した。

## 生い立ち
大阪府箕面市で小中学校時代を過ごす。「小学校～中学校はいじめられっこ」だったと言う。大阪府立北千里高等学校の後、浪人し、関西学院大学社会学部に入学。